# Tranh cãi về gan ngỗng béo

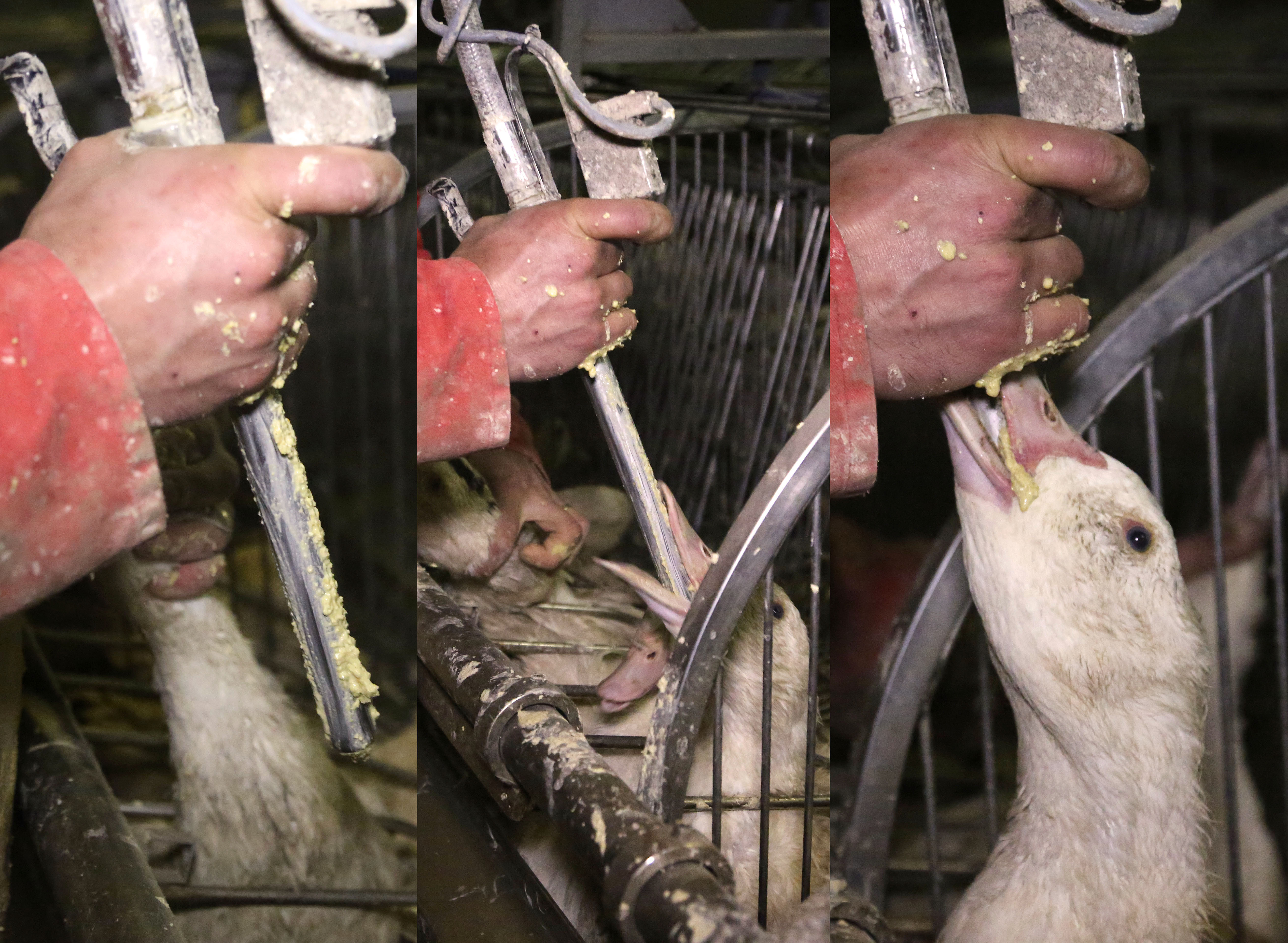
Nhồi ăn đối với ngỗng

Tranh cãi về gan ngỗng béo (Foie gras controversy) là những tranh cãi, quan điểm, hành xử khác nhau về món gan ngỗng béo (Foie gras) trên bình diện rộng và mang tính điển hình giữa hai luồng quan điểm chủ đạo của những thực khách hâm mộ, khoái khẩu món ăn thượng hạng và mang nét văn hóa tinh tế ẩm thực sành điệu của Pháp với phía bên kia là những người đấu tranh cho quyền động vật, phúc lợi động vật thường xuyên lên án món ăn này bởi cách làm ra chúng được cho là quá tàn nhẫn. Cụ thể, món gan ngỗng béo bị vấp phải sự phản đối, thậm chí là cấm ở nhiều quốc gia vì quy trình chăn nuôi bị đánh giá là tàn nhẫn, vô nhân đạo.

## Món ăn

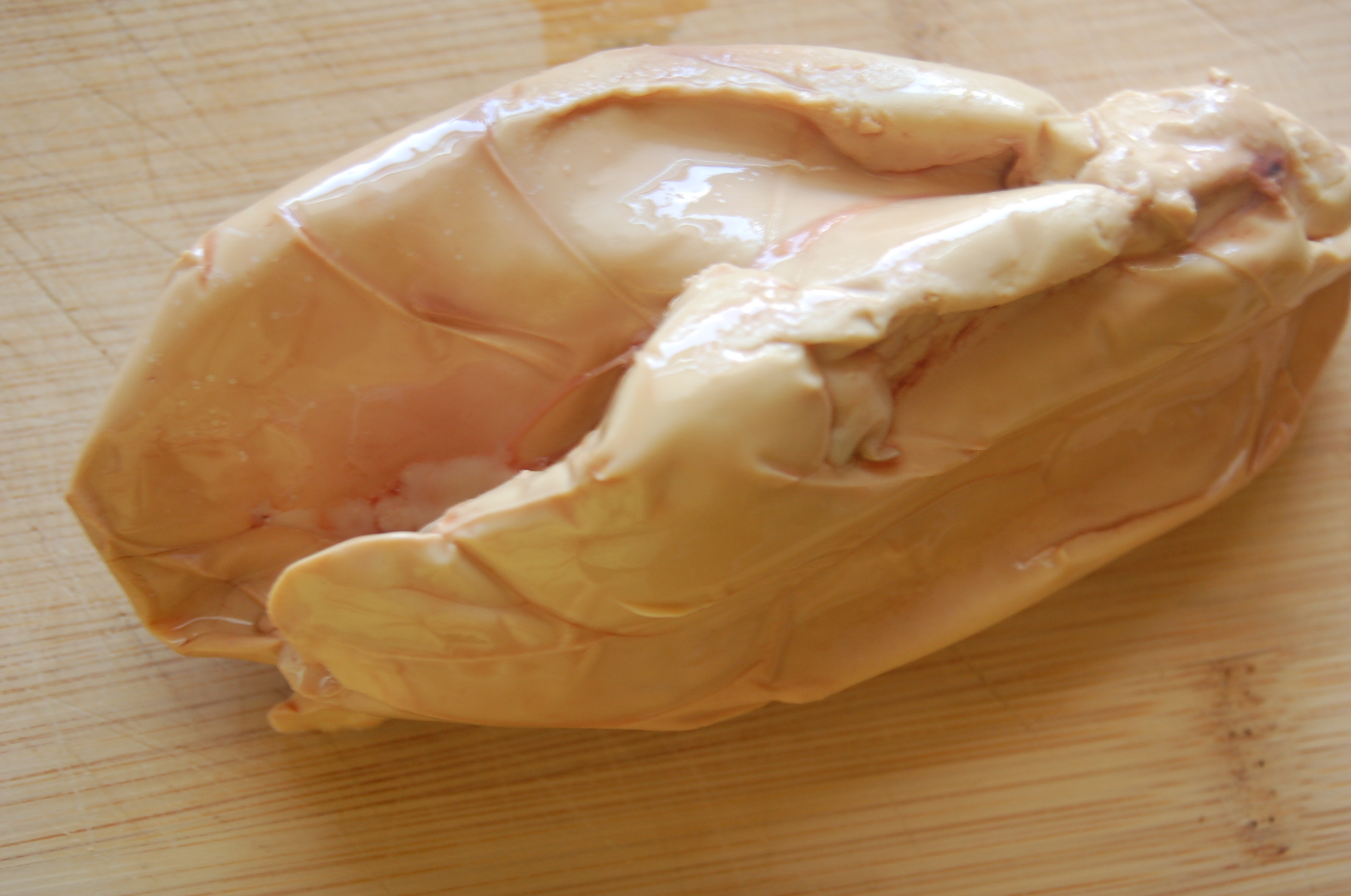
Gan ngỗng béo nguyên bộ

Gan ngỗng béo được làm từ gan vịt hoặc ngỗng vỗ béo đặc biệt, được sản xuất và tiêu thụ tại Pháp, chiếm hơn 75% sản lượng trên toàn thế giới, các trang trại ở Pháp bán ra thị trường hơn 19.600 tấn gan ngỗng. Món này được công nhận là một phần di sản văn hóa và ẩm thực được bảo vệ tại Pháp, được mệnh danh là niềm tự hào của ẩm thực Pháp. Món ăn thượng hạng này cũng được biết đến nhiều nơi trên thế giới. Món gan ngỗng béo này có vị ngậy, béo và kết cấu mịn, không có đốm màu, các loại gan chất lượng hảo hạng thường bóng và mùi thơm, chúng thường có màu hồng và nặng từ 0,7 kg đến một kg sau khi đã qua quá trình vỗ béo bằng các loại ngũ cốc cho tới khi gan nhiễm mỡ hoàn toàn. Việc cho ăn quá mức gây ra một phản ứng hóa học trong gan vì đây là nơi lưu trữ các tế bào mỡ, tạo ra các kết cấu bơ có hương vị đặc biệt. Chúng được mô tả có hương vị thanh tao, béo nhẹ, kết cấu mềm mại như lụa, lại tan hòa ngay khi cho vào trong miệng.

## Quy trình

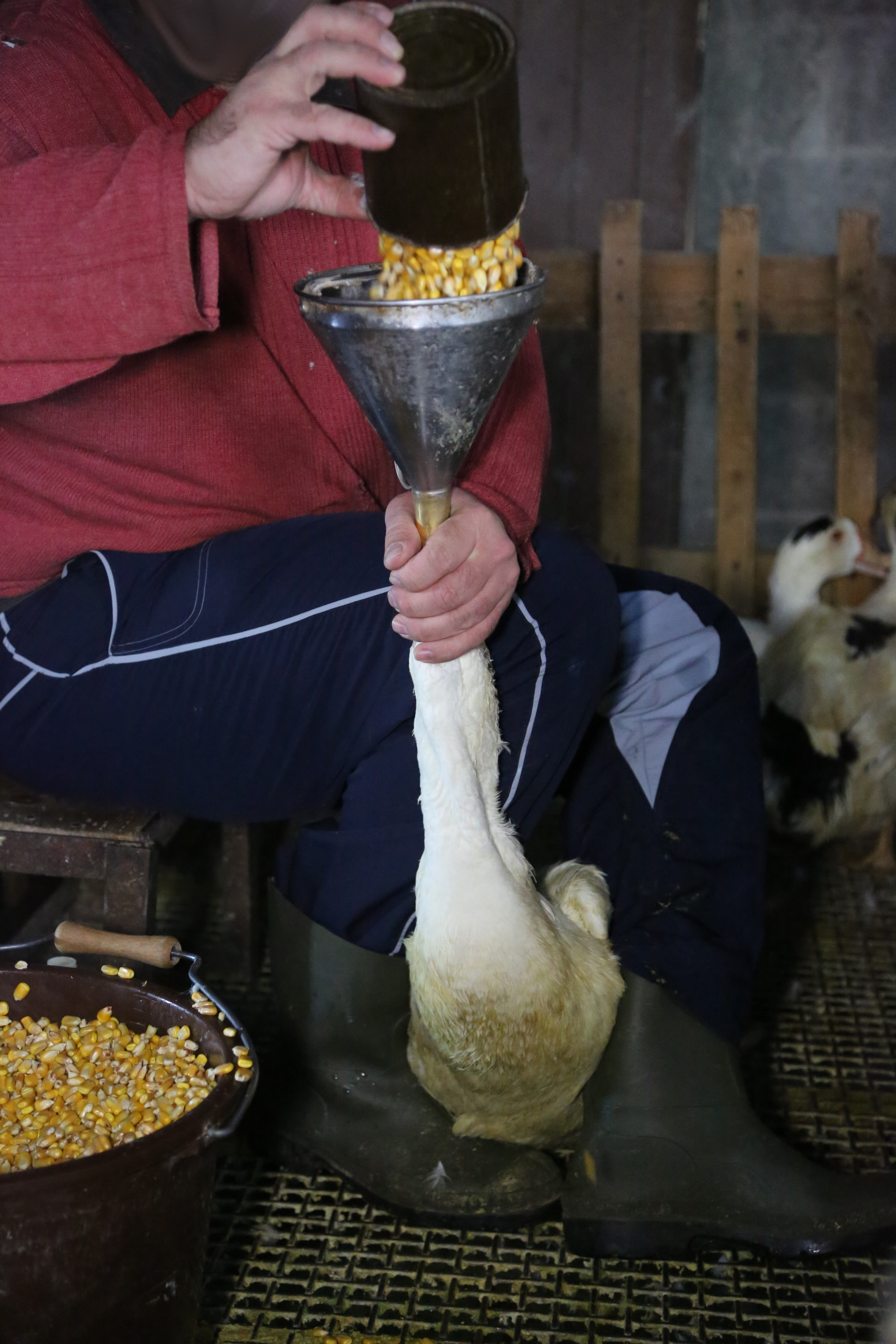
Nhồi ngô/bắp

Người nuôi ngỗng có phương pháp cho ăn đặc biệt đối với ngỗng, những con ngỗng đực sẽ được nuôi từ 3 tháng tuổi và vỗ béo đặc biệt trong khoảng 15 ngày cuối cùng, chúng sẽ bị ép ăn gấp mười lần nhằm cho gan sinh mỡ, người ta sẽ cạy mỏ rồi luồn ống kim loại cắm xuống cổ họng mỗi con và bơm khoảng 1 kg (khoảng 2,2 pound) hạt ngô nghiền và chất béo thẳng xuống dạ dày ngỗng khoảng 3 lần/ngày. Việc ép ngỗng ăn như vậy khiến gan của chúng sưng to gấp 10 lần kích thước bình thường, và cứ trung bình 3 lần mỗi ngày, ngỗng sẽ bị ép ăn 10 kg ngũ cốc.
Những ống dẫn kim loại được đưa thẳng xuống thực quản của chúng để đảm bảo thức ăn xuống dạ dày nhanh hơn nhưng áp dụng phương pháp cho ăn bằng vũ lực hàng ngày có thể gây ra bầm tím, thủng, viêm nhiễm thực quản, suy giảm chức năng gan, vỡ nội tạng và viêm phổi do bụi ngô. Những con ngỗng vỗ béo thường khó thở khi gan to quá mức sẽ chèn vào phổi và gặp khó khăn trong di chuyển, đôi khi nôn ra thức ăn và khó tiêu, nhiều con còn bị gãy chân do không chống đỡ nổi thân hình nặng nề béo phì của mình.
Sự chịu đựng sự đau đớn trong quá trình đó do tổn thương thực quản, gãy xương, không thể di chuyển, căng thẳng. Thực tế, trong đàn ngỗng vỗ béo, nhiều con bị nhiễm nấm, tiêu chảy, suy giảm chức năng gan, thậm chí là chết do viêm phổi hoặc nghẹn khi nuốt hạt. Những con ngỗng bị ép ăn có tỷ lệ chết trước khi giết thịt cao gấp 20 lần so với những con ngỗng được nuôi thả bình thường, được cho ăn bằng phương pháp thông thường. Chu kỳ nuôi một lô ngỗng cho gan béo dài khoảng 112 ngày. Cân nặng quá lớn sẽ gây căng thẳng, khiến ngỗng điên cuồng rỉa lông thậm chí tấn công lẫn nhau.
Những con ngỗng được nuôi trong lồng nhỏ hoặc nhà kho đông đúc thường bị nhiễm trùng chân do đứng trên lưới kim loại trong quá trình nuôi ăn bằng ống. Chúng cũng không được tắm rửa bằng cách vầy nước như tập tính vốn có nên cơ thể bị bao phủ bởi một lớp dầu là thứ giữ cho bộ lông của ngỗng không thấm nước. Chúng chỉ có thể cựa quậy, vẫy vẫy phần cánh và quay đầu sang hai bên, những con ngỗng này ngày càng căng thẳng hơn, vẫy vùng, tự làm tổn thương bản thân mình. Vì mục đích duy nhất là bộ gan nên hững con ngỗng hết giá trị sử dụng sẽ bị cho vào máy nghiền làm thức ăn chăn nuôi, và mỗi năm ở Pháp, có hơn 40 triệu con ngỗng cái bị ném vào máy xay sống làm phân bón hoặc thức ăn cho mèo.

## Phản đối

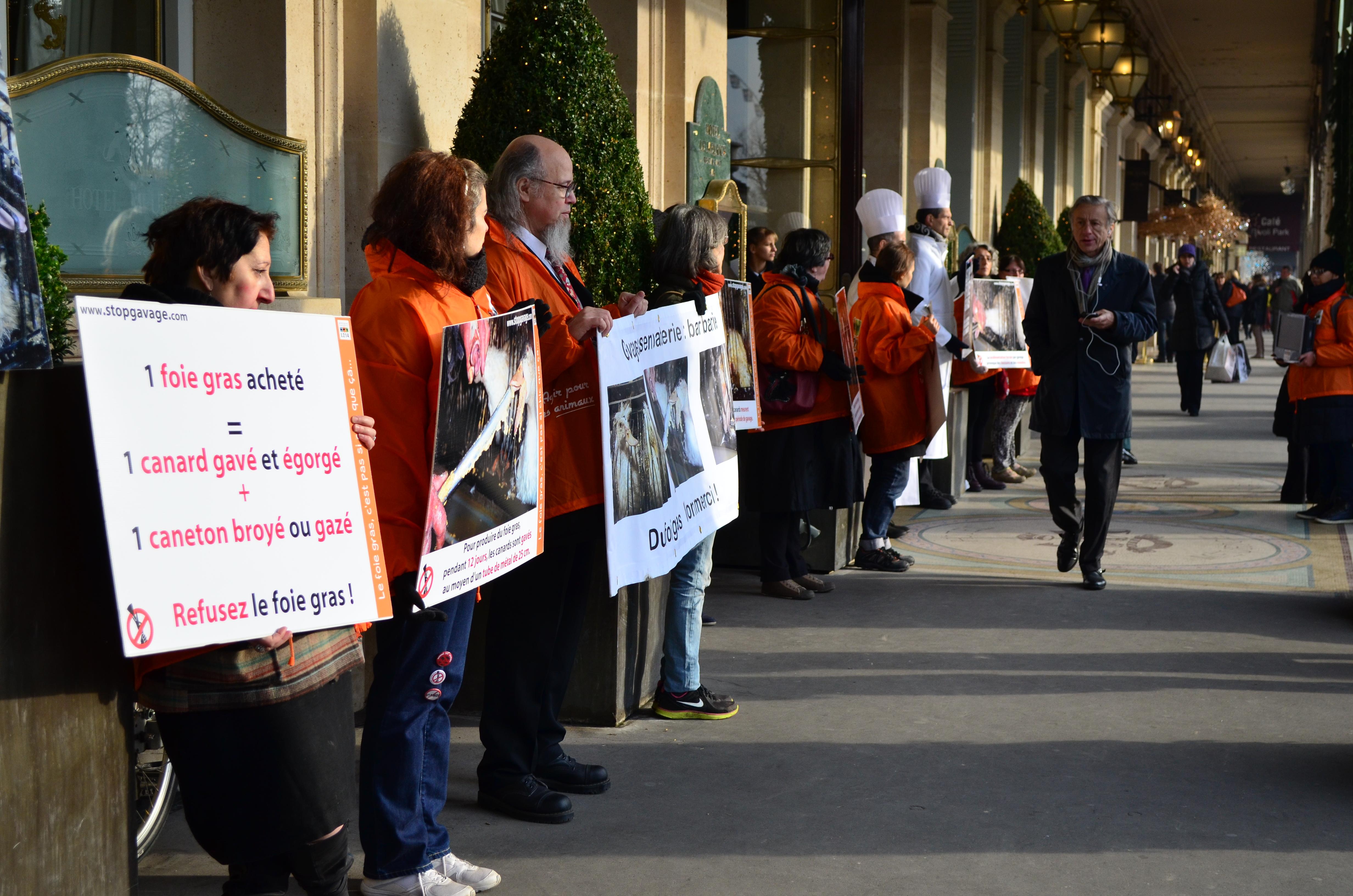
Phản đối món gan ngỗng béo ở Pháp

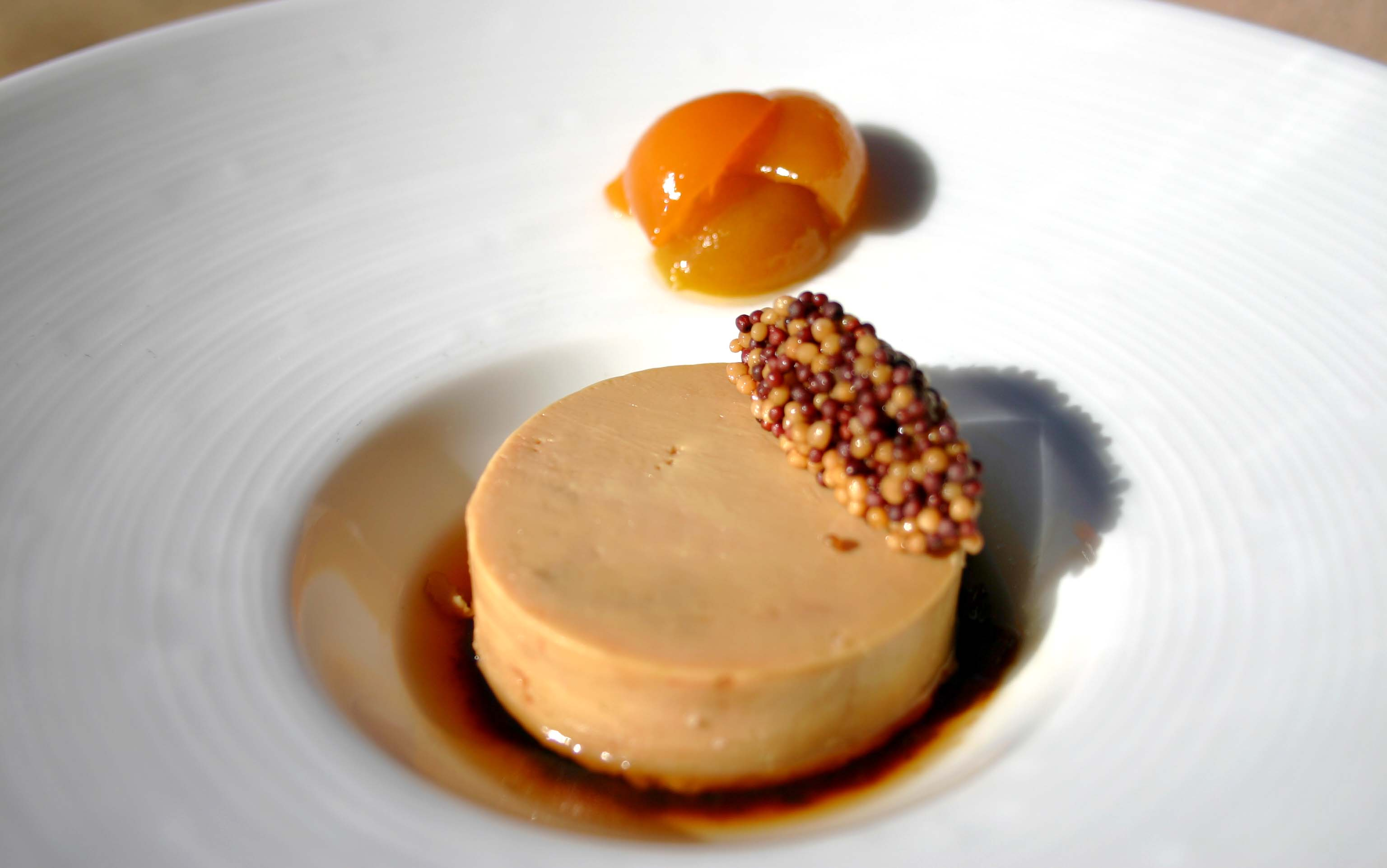
Món gan ngỗng béo thượng hạng

Quy trình sản xuất này được xem là hành hạ động vật để phục vụ nhu cầu của con người, trong trường hợp này, đã làm dấy lên làn sóng phản đối mạnh mẽ. Phương pháp sản xuất gan ngỗng béo bị cho là vượt qua quyền nuôi động vật để giết thịt. Những nhà bảo vệ quyền động vật cho rằng điều này làn tàn nhẫn vì như thế sẽ khiến cho vịt, ngỗng khó đi lại và chúng phải chịu nhiều đau đớn ở thực quản. Đồng thời, nó cũng gặp phải sự phản đối của nhiều bác sĩ thú y, nhà khoa học, bao gồm tổ chức Lương thực và Nông nghiệp của Liên Hợp Quốc, Ủy ban Khoa học về Sức khỏe và phúc lợi động vật của Liên minh Châu Âu, hiệp hội Y khoa Thú y Mỹ.
Quốc gia đầu tiên cấm nhập khẩu foie gras là Ấn Độ, vào tháng 7 năm 2014 Các quốc gia có lệnh cấm tại chỗ và cấm sản xuất là Australia, Argentina và Israel, Nam Phi. Ở châu Âu, việc sản xuất gan ngỗng béo bị cấm ở một số quốc gia như Cộng hòa Czech, Đan Mạch, Đức, Italy, Luxembourg, Na Uy, Ba Lan, Thụy Điển, Thổ Nhĩ Kỳ và Vương quốc Anh.
Năm 2012, California ra lệnh cấm bán và phục vụ các món từ gan ngỗng béo, Chính quyền thành phố New York cũng đã thông qua lệnh cấm này. Theo đó, với 42 phiếu ủng hộ và 6 phiếu chống, Hội đồng lập pháp thành phố New York đã thông qua lệnh cấm phục vụ và kinh doanh gan ngỗng vỗ béo kể từ năm 2022. Các nhà chức trách đồng tình rằng, việc nhồi nhét thức ăn cho ngỗng để lấy gan phục vụ con người là quá tàn nhẫn.
Tuy nhiên, điều luật này gặp phải nhiều phản đối bởi hiệp hội các nhà sản xuất ở New York và Canada. Các nhà sản xuất cho rằng, phương pháp không tàn nhẫn vì chúng không có phản xạ bịt miệng trong cổ họng như con người, họ cho rằng ngỗng không thấy khó chịu khi ăn, ngỗng lưu trữ tự nhiên chất béo dư thừa vào da hoặc gan, vậy nên đó không phải là quá trình không tự nhiên. Động thái này của Chính quyền thành phố New York được các nhà hoạt động bảo vệ quyền động vật rất hoan nghênh. Mặt khác, những người nông dân lại lên tiếng phản đối và cảnh báo sẽ có hành động pháp lý chống lại quy định mới. Tiếp đến, thành phố New York của Hoa Kỳ cũng cấm việc tiêu thụ foie gras. Tranh cãi xoay quanh món foie gras có lẽ chẳng bao giờ chấm dứt, cũng giống như câu chuyện về ăn thịt chó.

## Hình ảnh

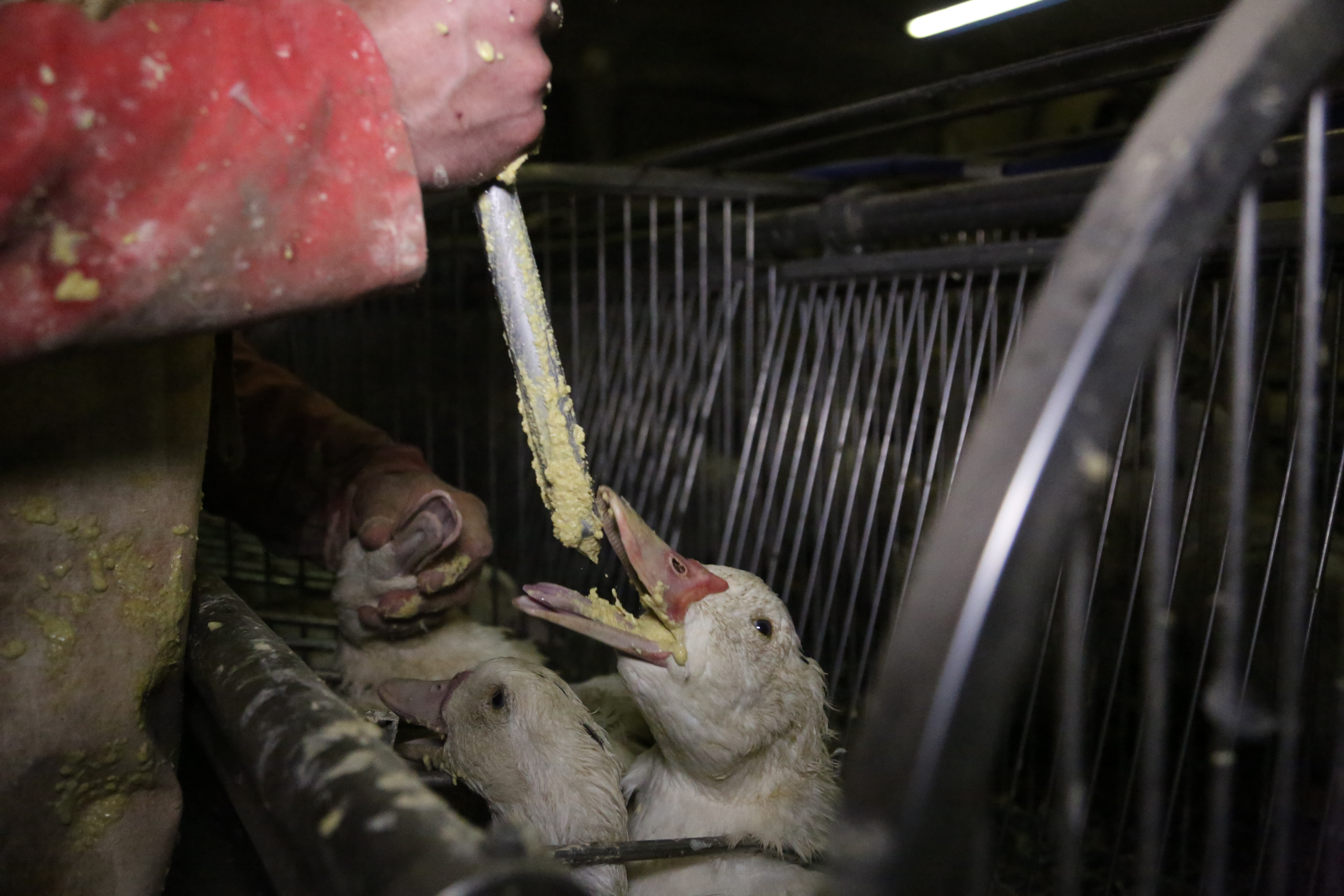
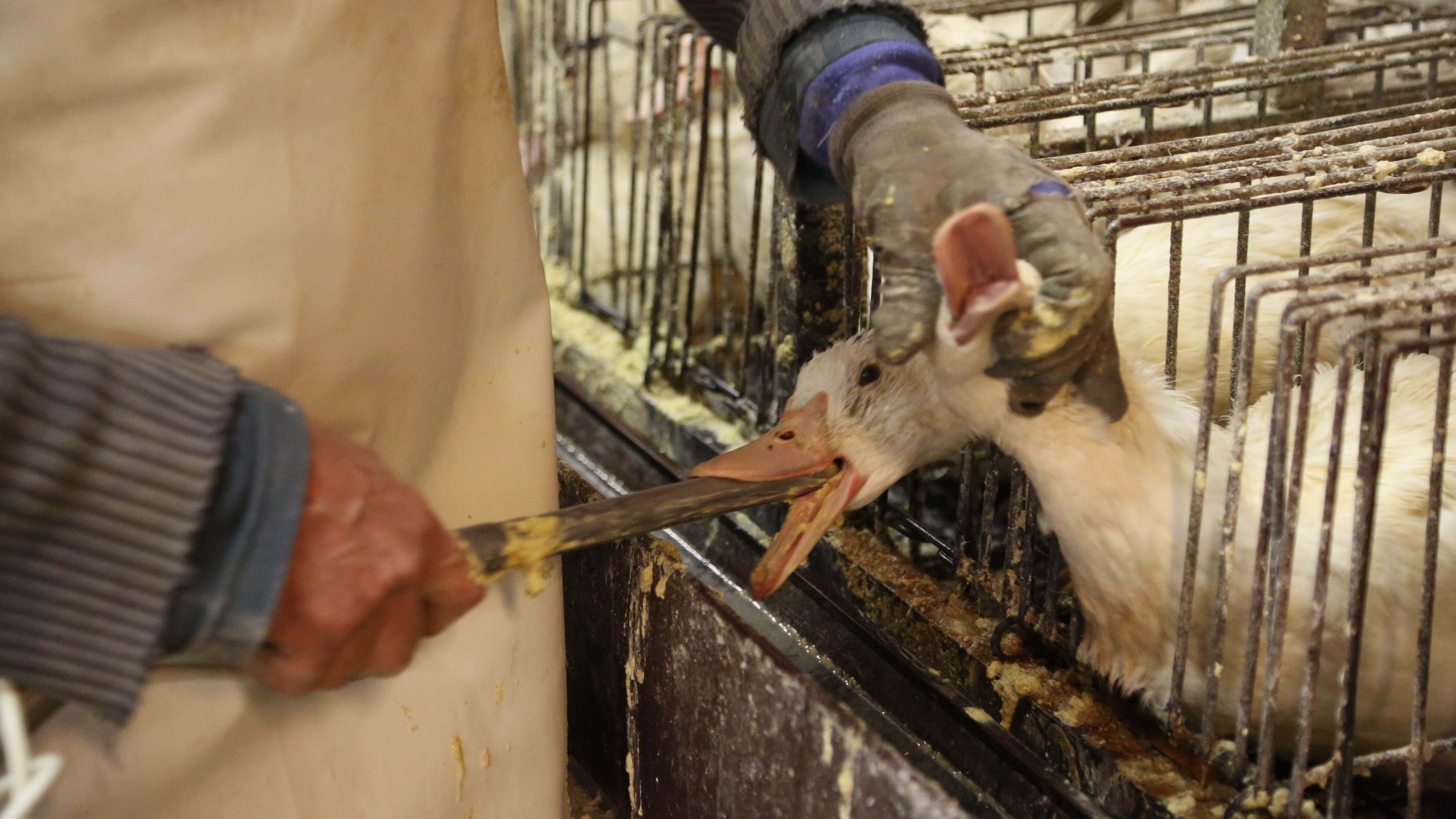
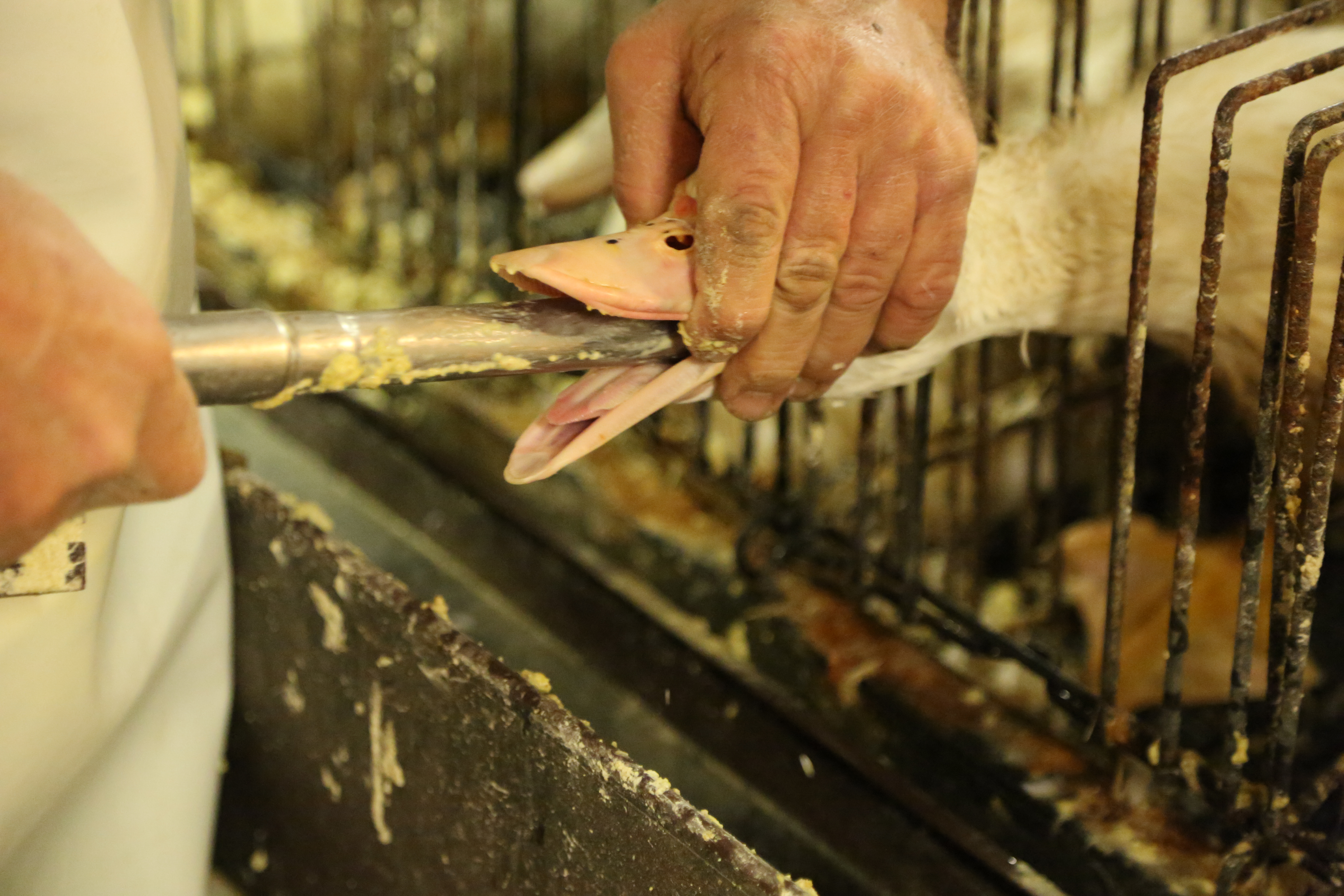
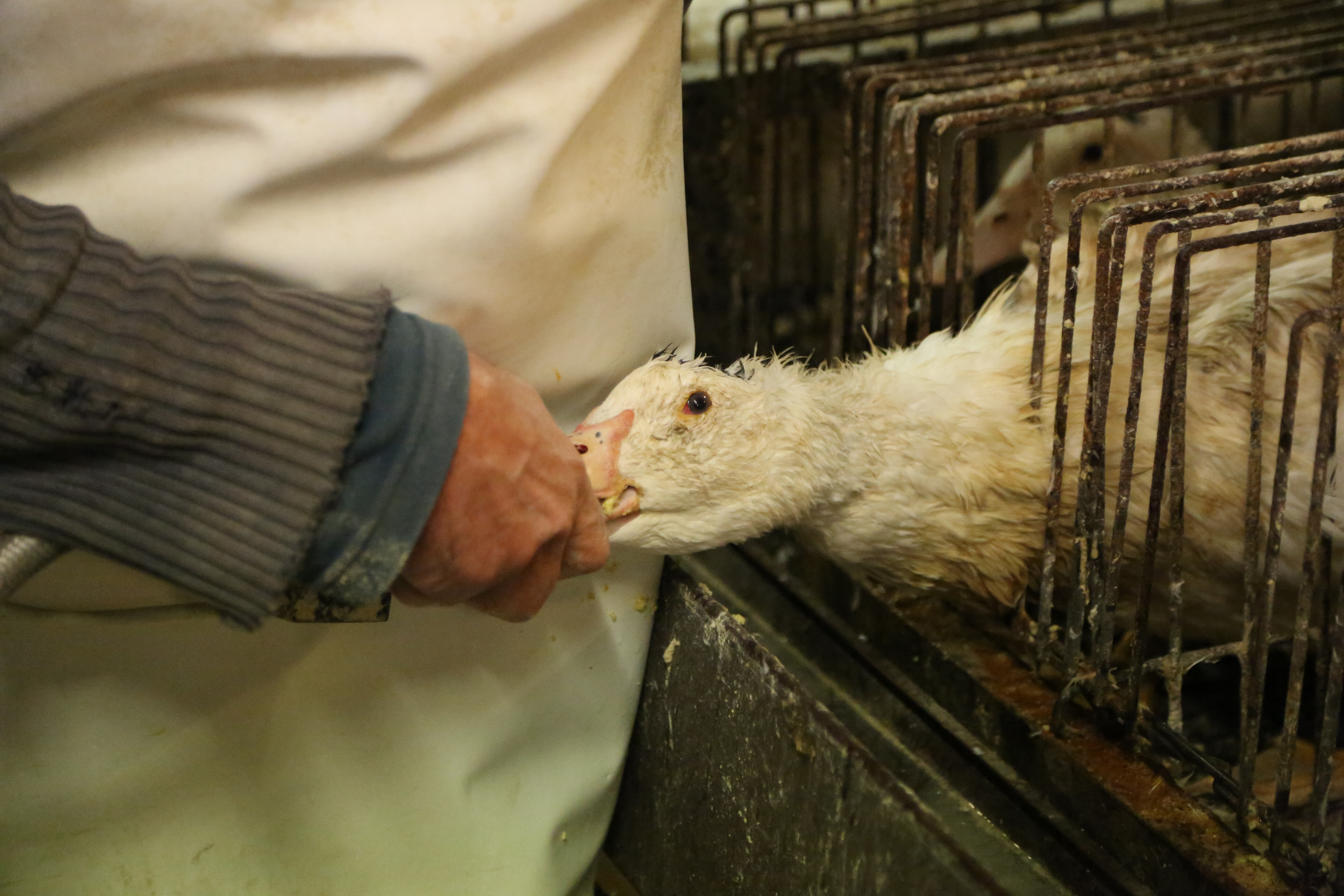
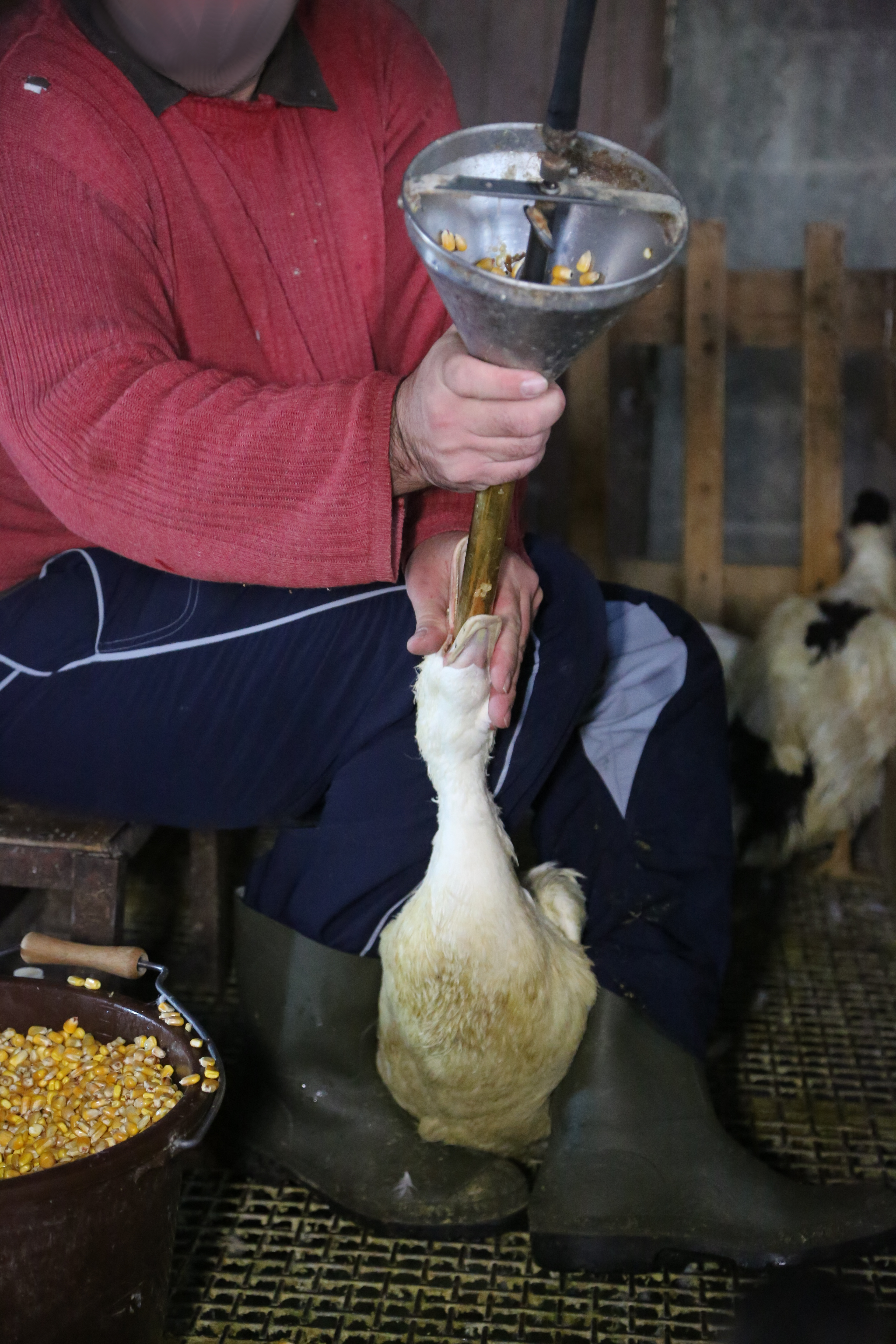
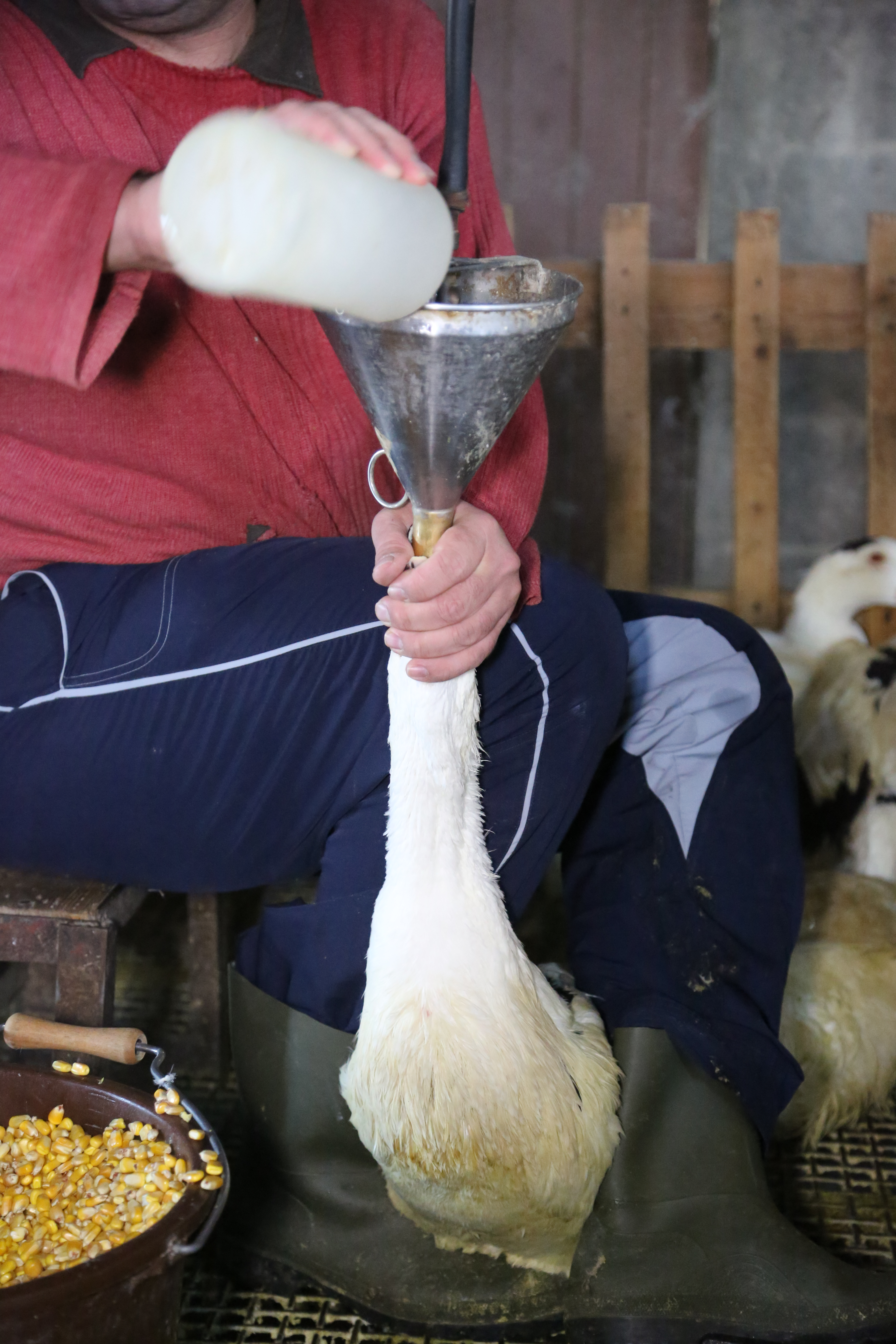
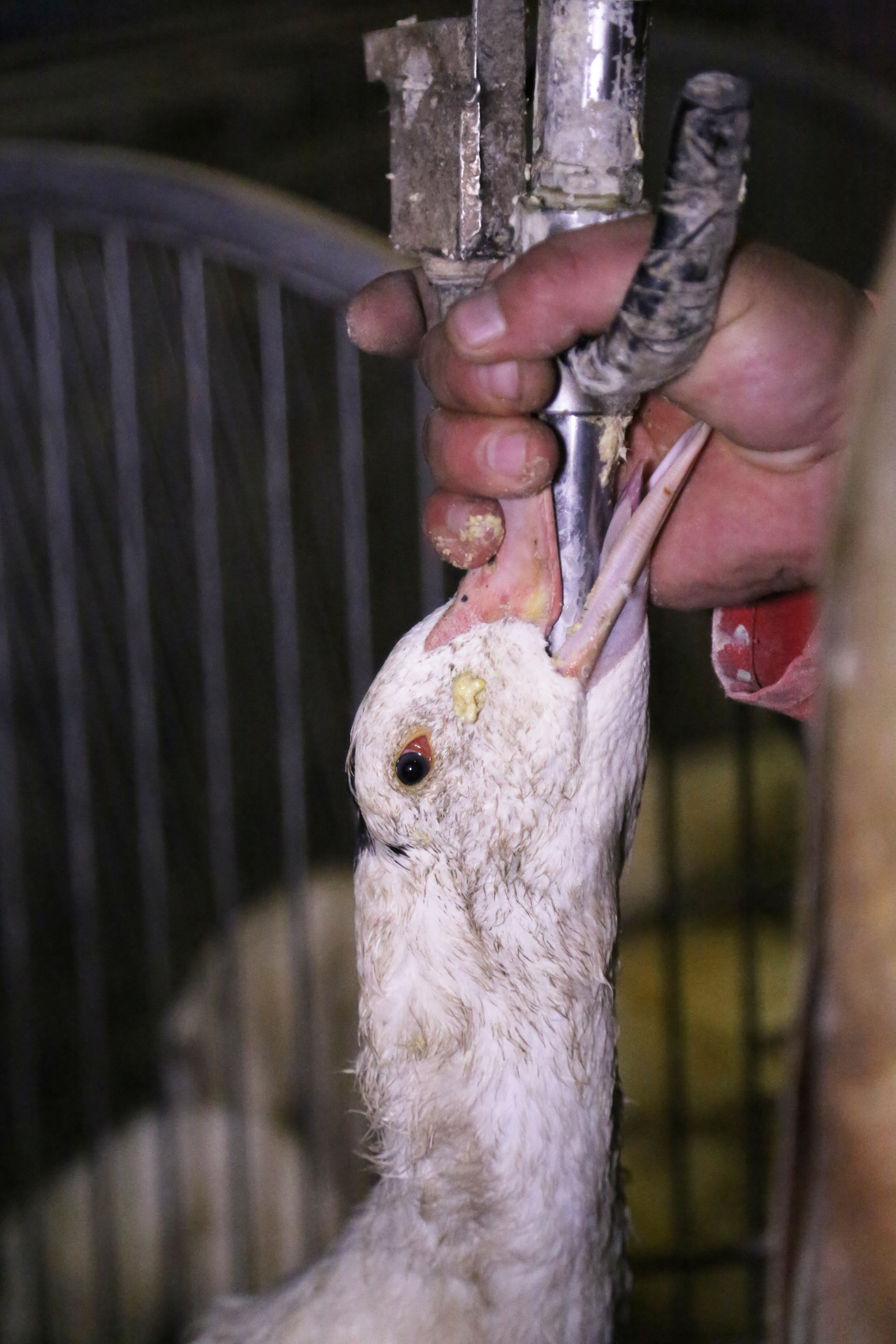

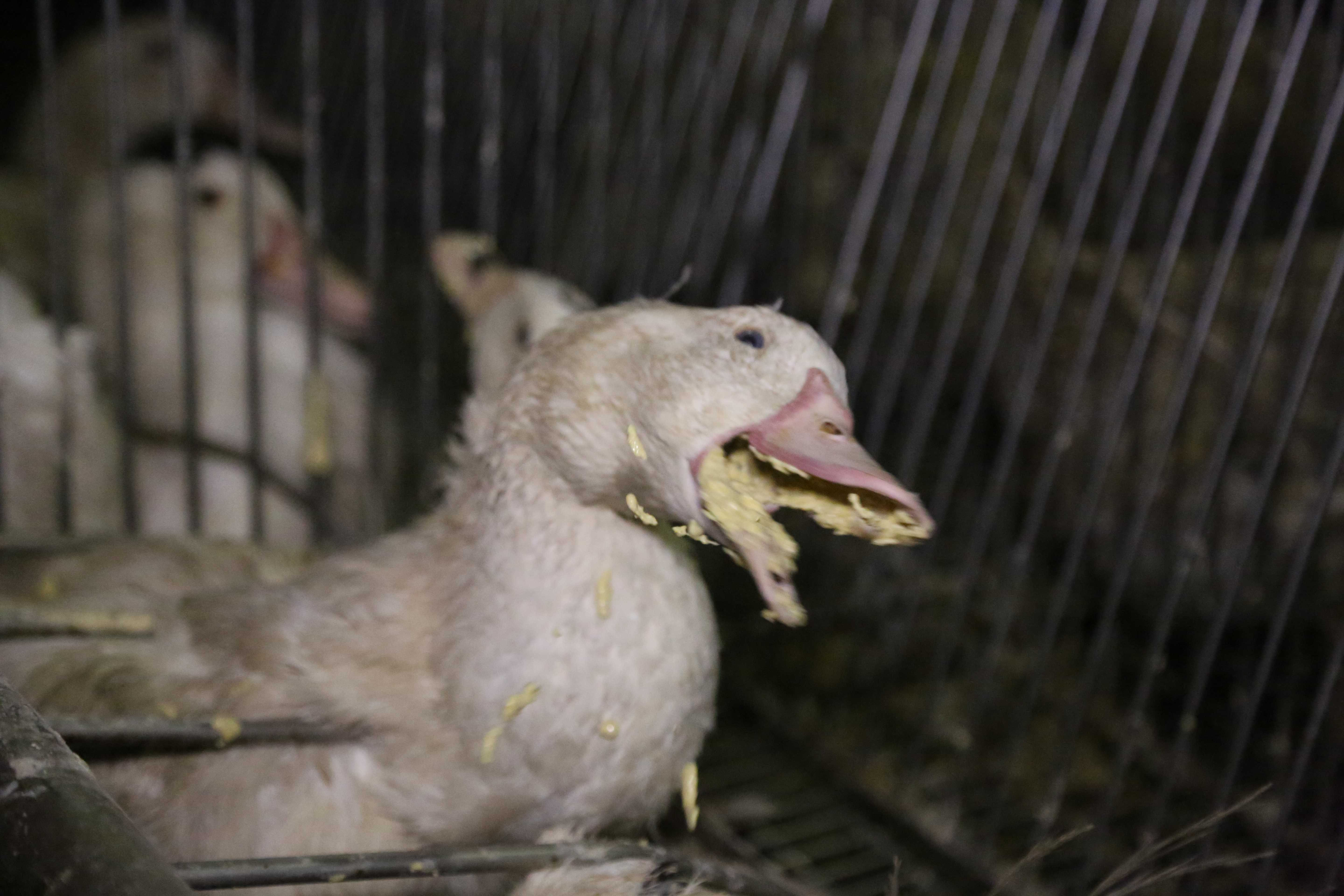
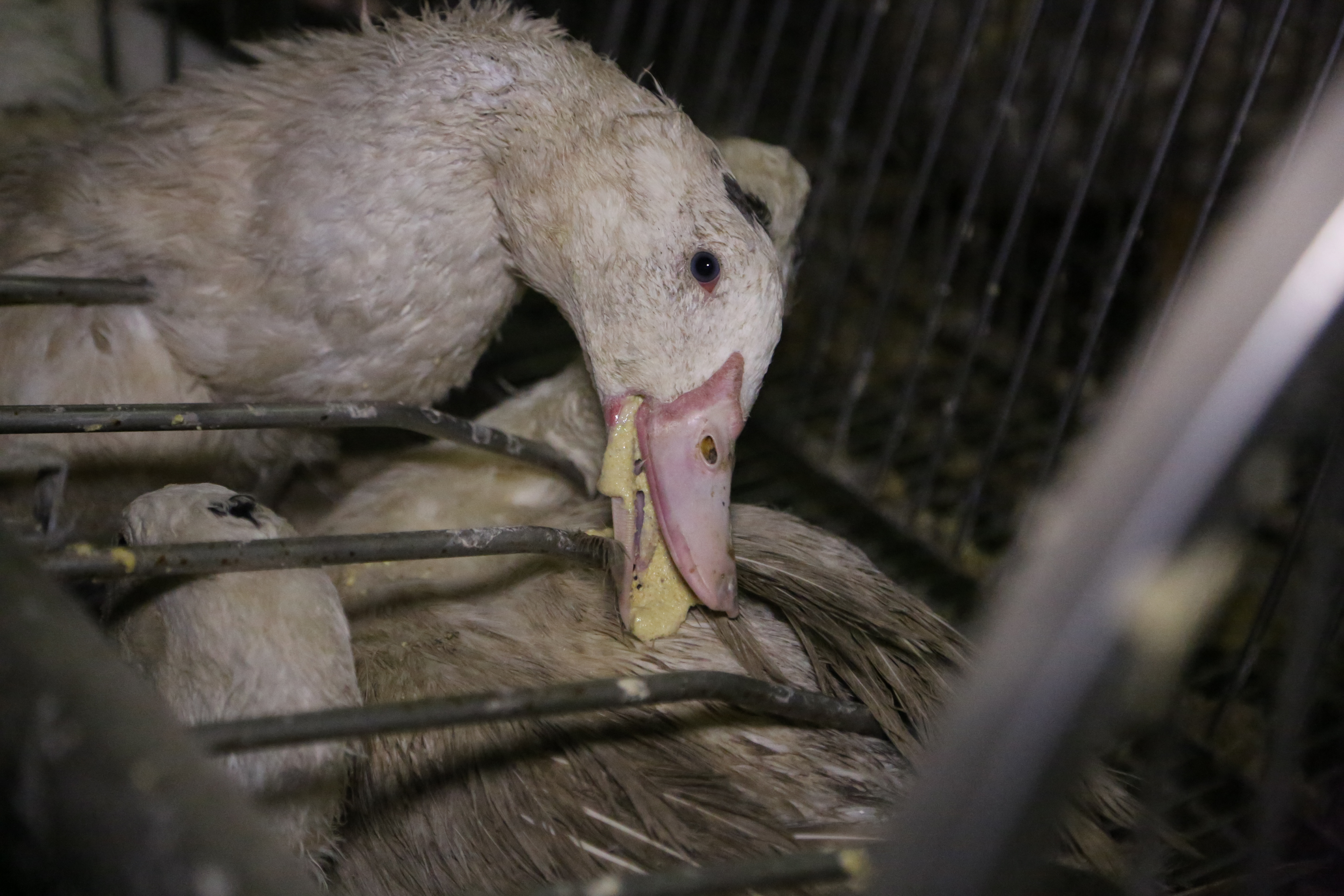
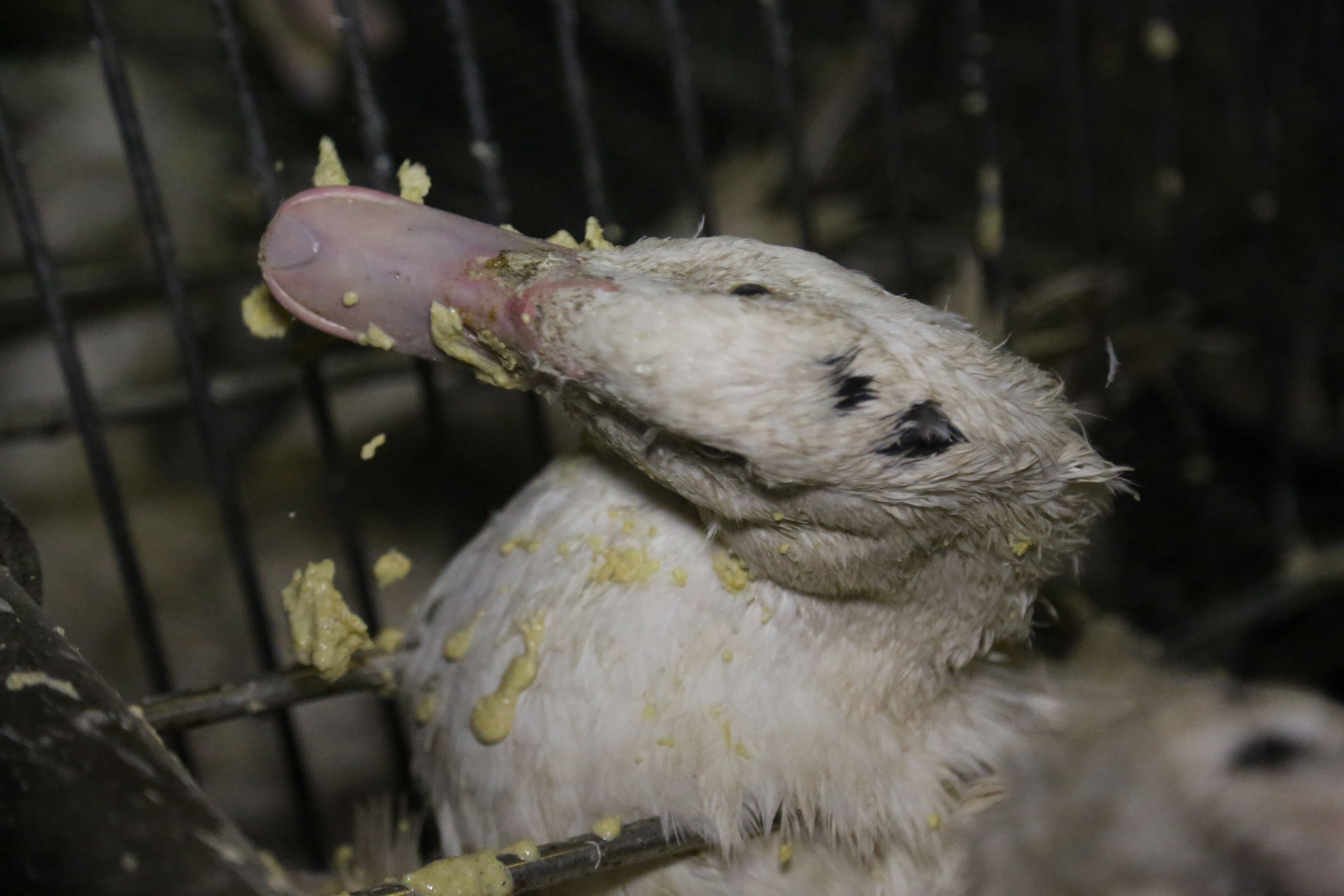
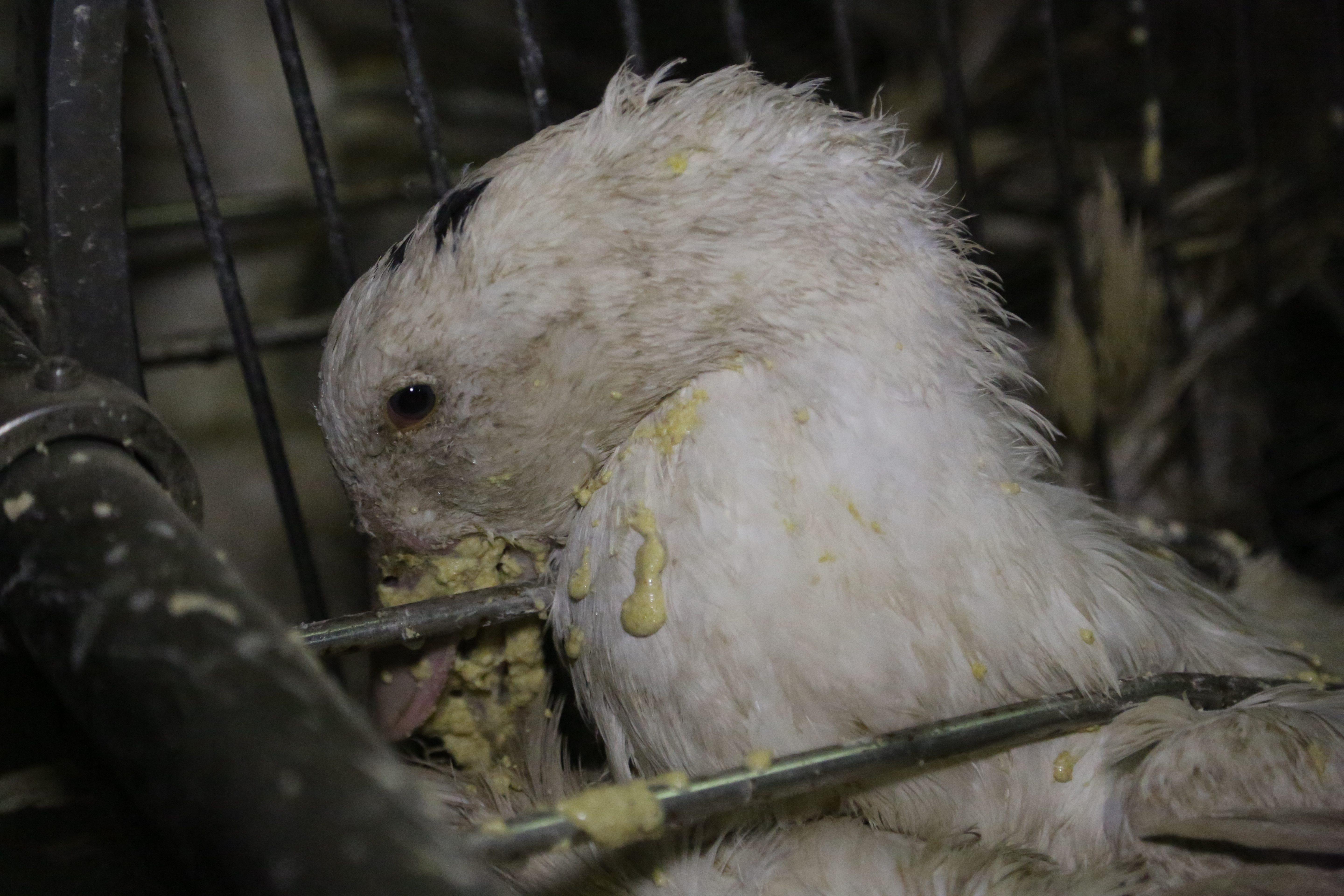
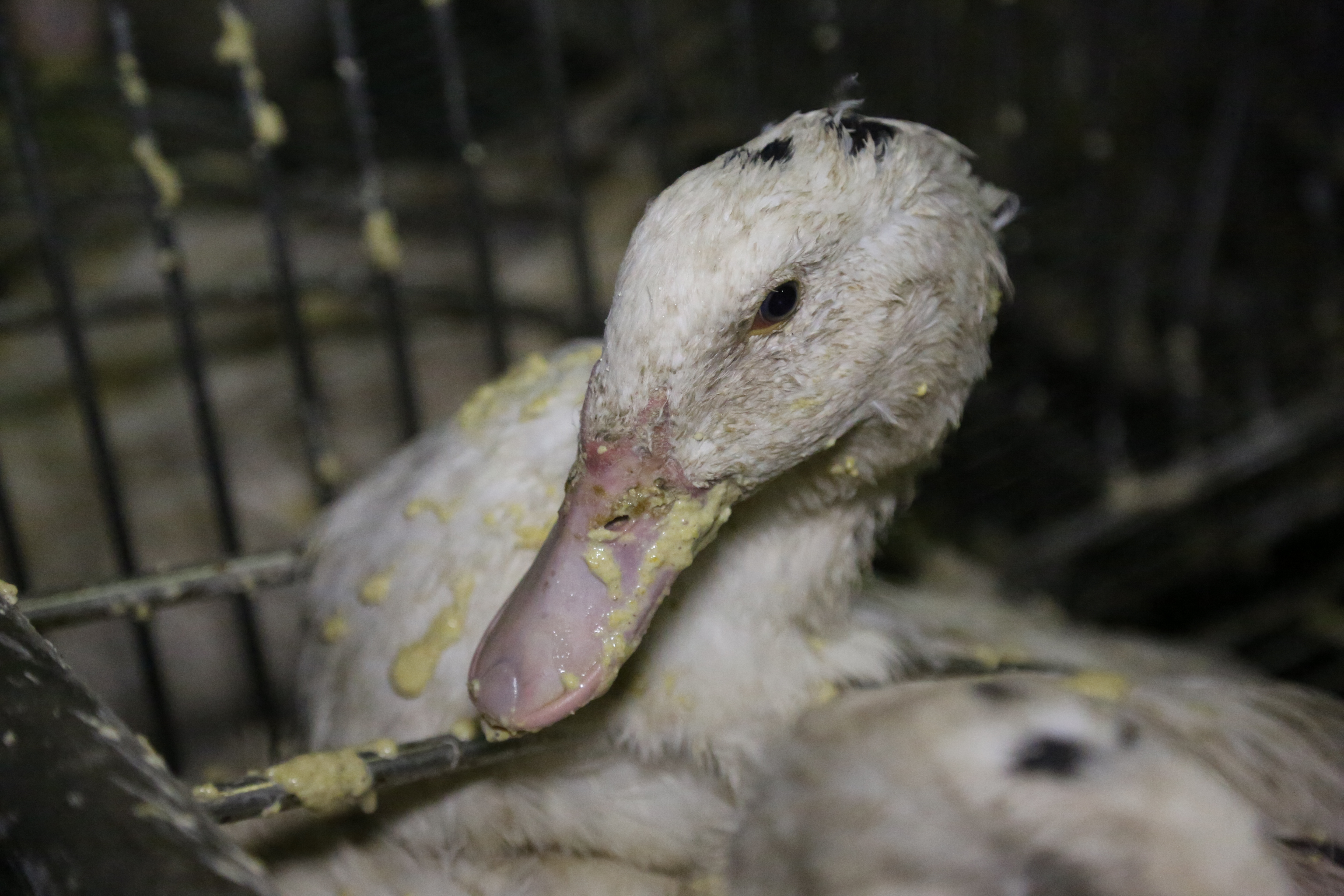
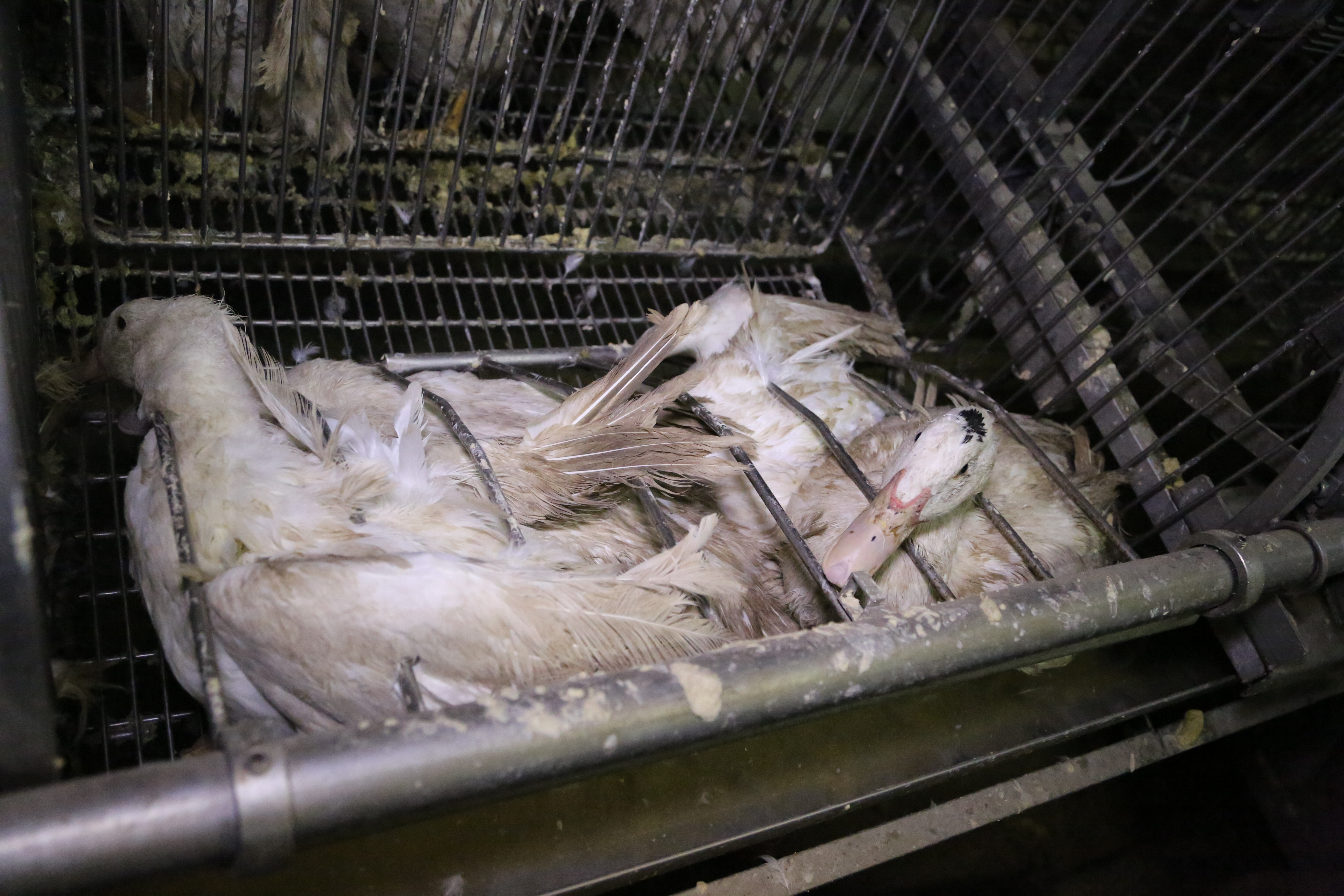
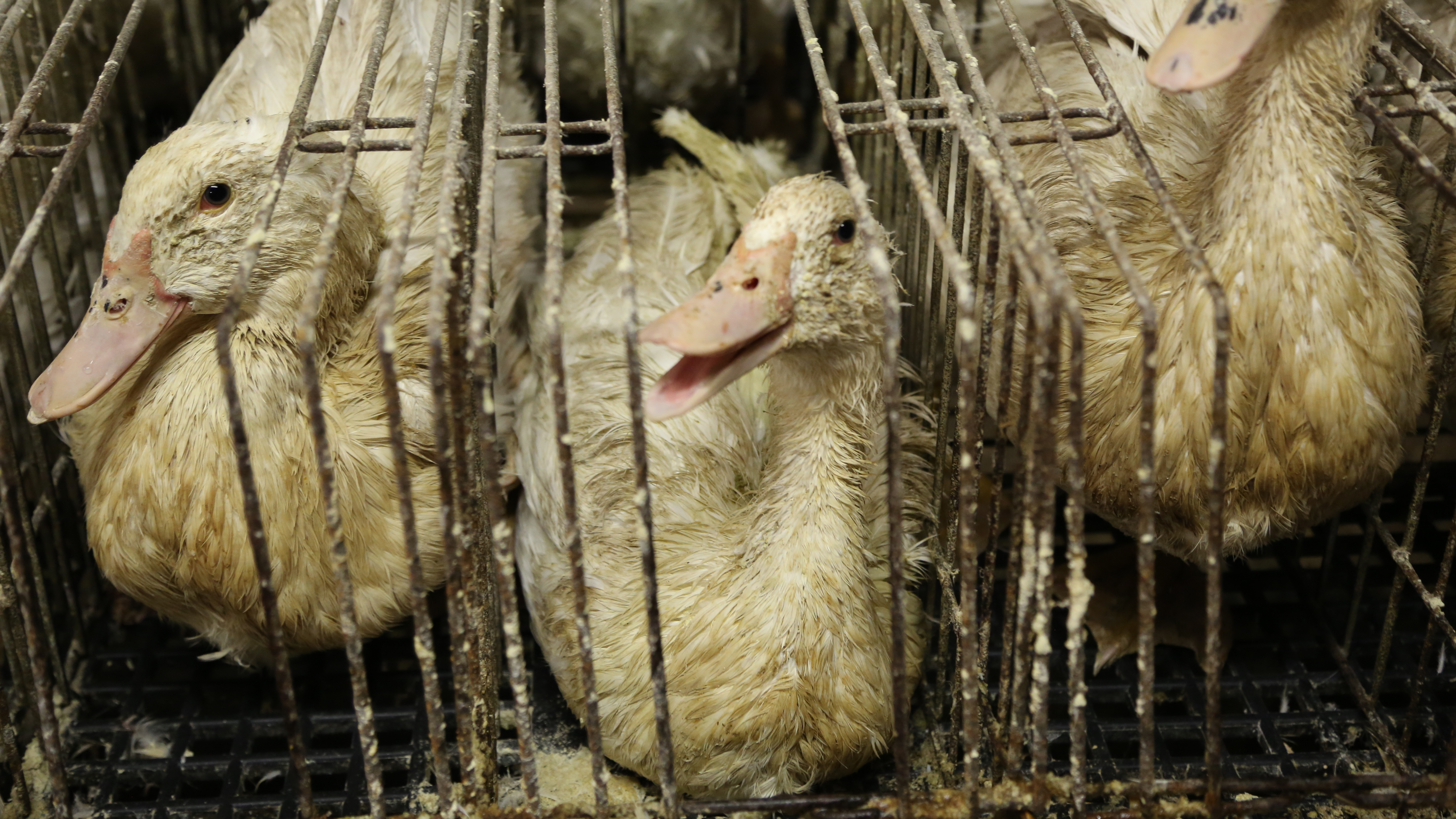
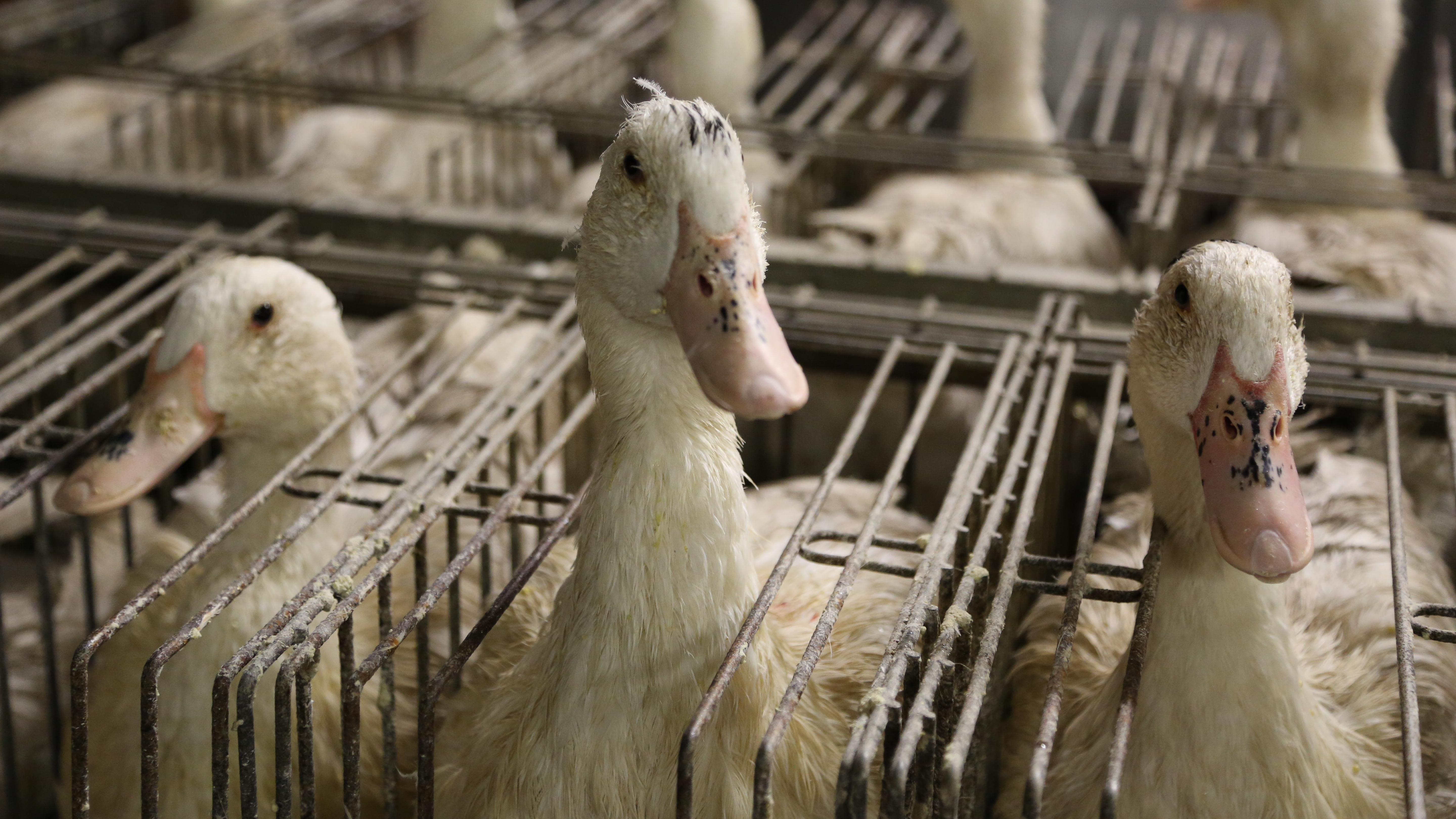
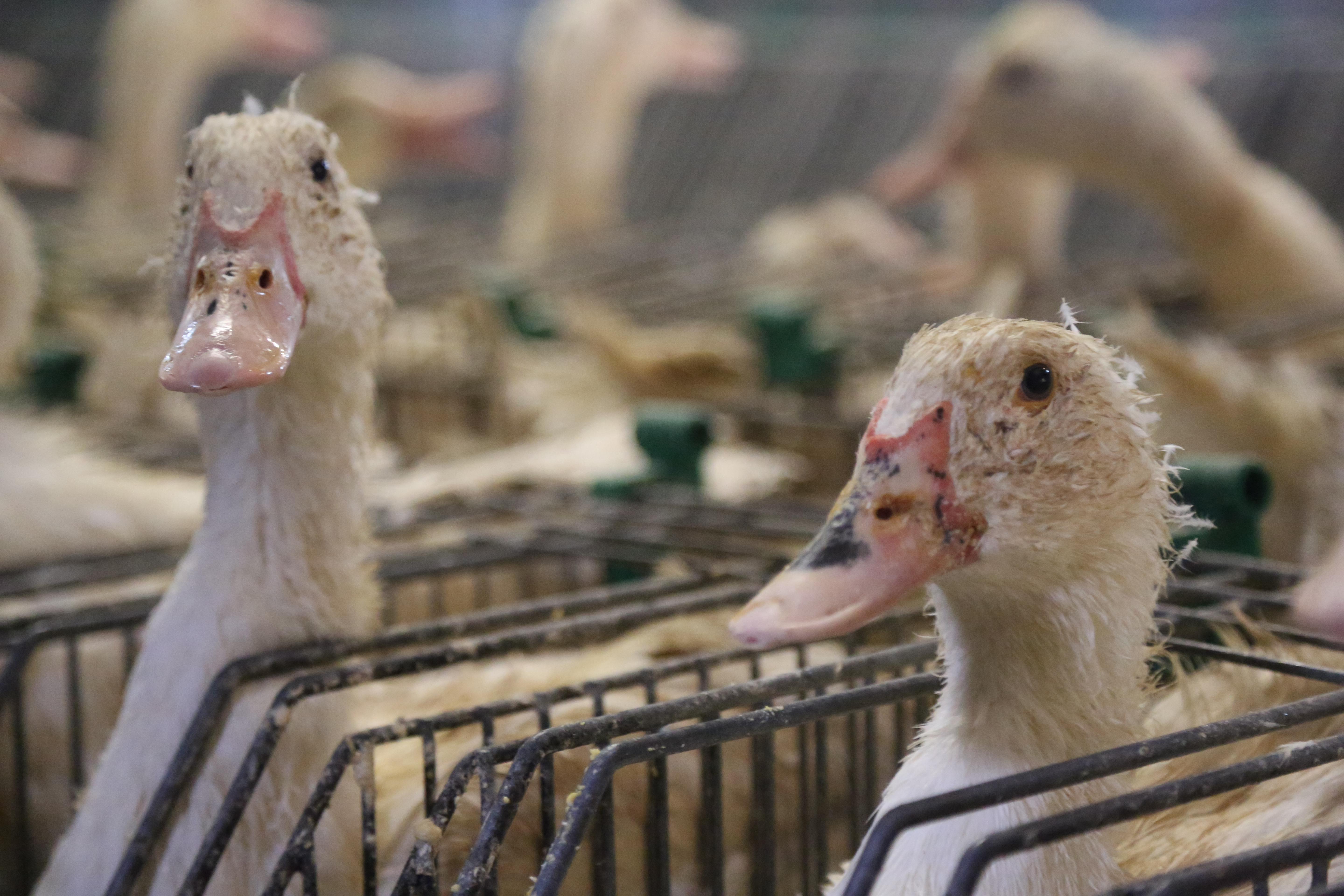
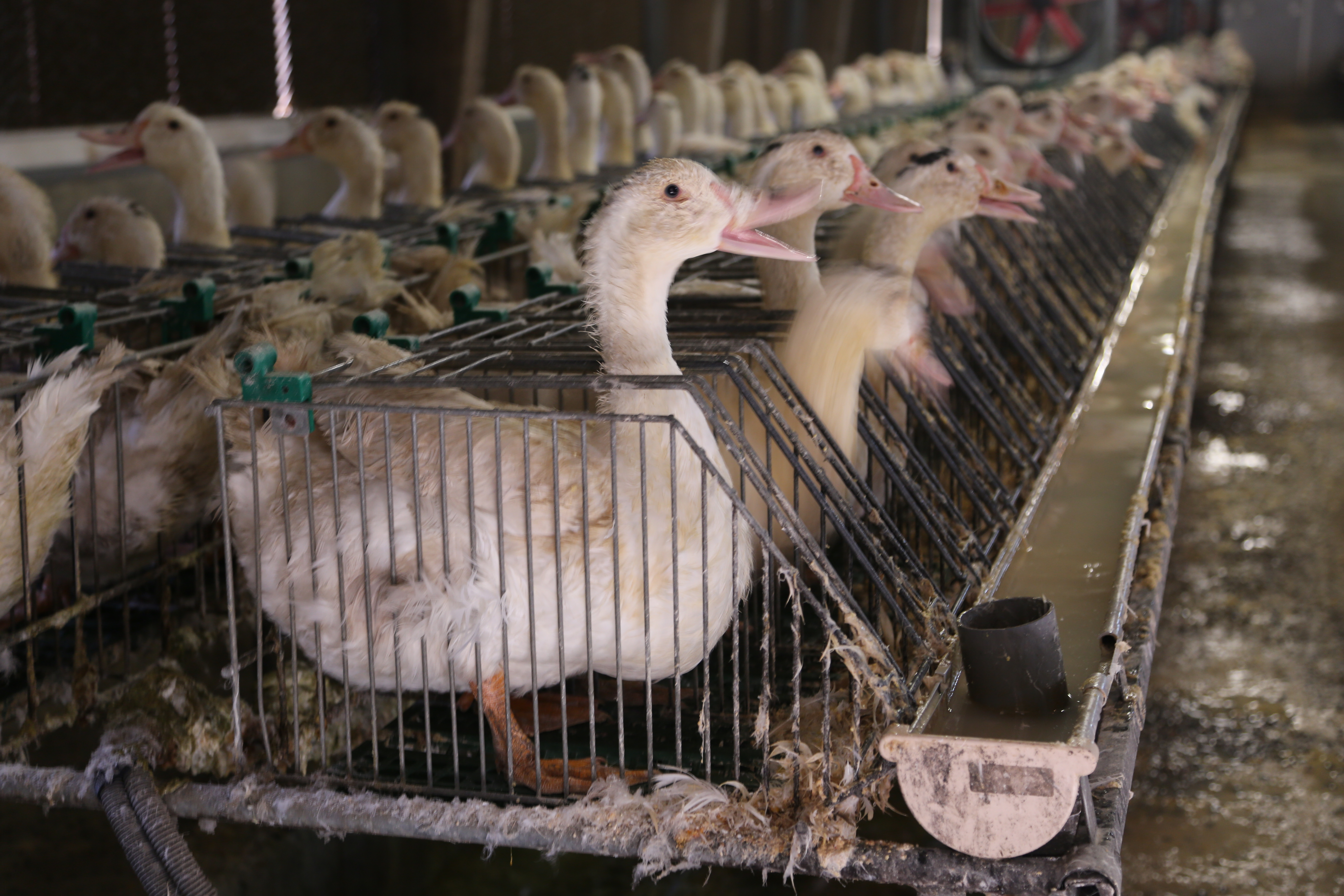